# Francesco Melzi d'Eril
Francesco Melzi d'Eril (Milán, 6 de marzo de 1753-Milán, 16 de enero de 1816), VIII conde de Eril,  fue un político y patriota italiano, fungió como vicepresidente de la República Italiana, un Estado satélite francés. Fue un seguidor firme de los ideales de unificación italianos que dirigiría al movimiento italiano Risorgimento poco después de su muerte.

## Biografía

### Niñez y educación
Francesco Melzi d'Eril nació en 1753, hijo de Gaspare y Marianna Teresa d'Eril. A pesar de que la Casa de Melzi d'Eril era una de las familias prominentes en la aristocracia milanesa, su riqueza había sido confiscada. Esto era debido mayoritariamente a su abuelo Francesco de Francesco Saverio Melzi, quién había luchado en la Guerra de la Sucesión austriaca junto a España. Por ello cayó en desgracia cuándo Emperatriz María Teresa I de Austria restableció su control sobre sus posesiones en Lombardía. Como consecuencia de esta situación, Francesco Melzi d'Eril fue mantenido económicamente por su tío.
El tío de Francesco lo envió para que se educara en la Compañía de Jesús, primero en el Collegio dei Nobili en Brera y luego en el Scuole Palaciego, ambos en Milán. En este último, Francesco conoció al científico Ruggero Giuseppe Boscovich, quién después se convertiría en uno de sus mejores amigos. En 1773, como consecuencia de las reformas del Emperador José II, las escuelas religiosas perdieron la facultad de conceder grados, causando que Francesco nunca se graduara.

### Entrada a la política
A pesar de la situación de su familia, Melzi d'Eril tuvo la oportunidad de participar frecuentemente en los círculos exclusivos milaneses, donde conoce a pensadores como Pietro Verri, Cesare Beccaria, Giuseppe Parini, e Ippolito Pindemonte. También tuvo la oportunidad de viajar al extranjero y enterarse sobre los nuevos movimientos políticos europeos. En este contexto, desarrolló una ideología liberal y una simpatía por la Revolución francesa, a pesar de que esto era más tarde mitigado por la desaprobación de los radicales, así como el anti-desarrollo religioso que la Revolución traería. También abogó exhaustivamente por la unificación italiana.

### Napoleón en Italia
La actitud de Francesco hacia Napoleón Bonaparte era tan mixta —como la Revolución Francesa—. Cuándo Napoleón empezó su campaña italiana, e invadió Milán, Melzi d'Eril fue uno de los primeros en apoyar el movimiento, participando en el gobierno de la República Cisalpina. Más tarde, cuándo se dio cuenta de que Napoleón no tuvo ningún interés en la unificación de Italia, Melzi d'Eril se retiró y partió al exilio.
Después de la Batalla de Marengo (1800), Melzi fue invitado a Francia para participar en la definición del orden político nuevo para Italia. Cuándo la República italiana estuvo fundada, con Napoleón como jefe de Estado, Melzi d'Eril fue nombrado vicepresidente. En los tres años de la República italiana, Melzi d'Eril contribuyó en gran parte al desarrollo de la República, así como la renovación de la ciudad de Milán, escogida como la nueva capital. No obstante, cuándo el Reino de Italia estuvo proclamado en 1805, Napoleón escogió a Eugène de Beauharnais como su virrey, y Melzi d'Eril era de alguna manera desapartado del gobierno nuevo. Como compensación, este fue hecho Duque de Lodi. Fue retirado, pero quedó como un seguidor ferviente de la autonomía de Italia y un crítico franco de la regla napoleónica.

### Últimos años
En 1815, Milán cayó bajo el dominio austriaco. Melzi d'Eril era cauteloso en sus relaciones con el Imperio austríaco, evitando la confrontación directa, pero también rechazando a ser presentado frente a los nuevos gobernadores. Es notable, por ejemplo, que en 1815, rechazara dar la bienvenida a emisario austriaco Annibale Sommariva, quién había sido enviado a una misión diplomática para conocerlo en su casa en Bellagio.
Melzi d'Erial murió el 16 de enero de 1816 a la edad de 63, en su casa en Milán (Palazzo Melzi d'Eril), mientras el Emperador austriaco visitaba la ciudad. El diario no informó en su muerte, para temer que la noticia podría causar revueltas en Milán mientras el Emperador estaba allí. El día de su muerte,y su casa estuvo sellada por la policía,sus documentos eran más tarde embargados y llevados a Viena.
El funeral estuvo retrasado hasta el 28 de marzo, siendo solemne y con gran participación de la población. Su cuerpo fue inhumado en Villa Melzi d'Eril, su villa en Bellagio, en el Lago de Como.